# Maria Cebotari
Maria Cebotari, född 10 februari 1910 i Chişinău, nuvarande Moldavien, död 9 juni 1949 i Wien, var en österrikisk skådespelerska och operasångerska.

## Filmografi i urval
- 1936 - Mädchen in Weiss
- 1938 - Solo per te
- 1939 - Il sogno di Butterfly